# Первомайський (Сєровський міський округ)
Первома́йський (рос. Первомайский) — селище у складі Сєровського міського округу Свердловської області.
Населення — 303 особи (2010, 351 у 2002).
Національний склад населення станом на 2002 рік: росіяни — 93 %.